# Berliet GCM
Der Berliet GCM war ein schwerer zweiachsiger Lastkraftwagen des französischen Herstellers Berliet mit einer Nutzlast von 7,5 bis 10 Tonnen. Bei seinem Erscheinen war er der schwerste Lkw von Berliet.

## Geschichte und Technik des Basismodells
1926 wagte Berliet einen neuen Vorstoß in das Gebiet der schweren LKW und stellte als neues Fahrzeug den Typ GCM vor, der seine allgemeine Betriebserlaubnis im April 1926 erhielt. Auch dieser LKW hatte noch den (leicht modernisierten) Vierzylindermotor des Berliet CBA mit einem Hubraum von 5322 cm³ (Bohrung × Hub 110 × 140 mm). Das Fahrzeug war steuerlich mit 24 CV eingestuft, die effektive Höchstleistung wurde bei 1400/min erreicht und wird (wie damals in Frankreich allgemein üblich) nicht genannt, sie dürfte bei etwa 40 bis 50 PS gelegen haben. Der Antrieb der Hinterachse erfolgte über Ketten. Das Leergewicht betrug 5550 kg, die Nutzlast 7,5 Tonnen. Die Ladefläche maß 3,99 × 1,80 m, der Radstand 4,45 oder 4,895 m. Die Spur betrug vorne 1,918 m, hinten 1,955 m. Der LKW war 2,42 m breit und -je nach Radstand- 6,78 oder 7,58 m lang. Das Fahrzeug lief vorne auf Vollgummireifen der Größe 1030×160, die Hinterachse war zwillingsbereift mit Vollgummireifen der Größe 1030×200.
Für den Bau der Fahrzeuge wurden (zusammen mit dem 7,5-Tonner Berliet GCE) die Chassisnummern 45801 bis 49600 reserviert, indessen kann als sicher gelten, dass hiervon etliche Nummern nie vergenben wurden.
Die französische Armee bestellte und erwarb 6 Stück 1927 sowie 30 Stück 1928. Ferner sind 15 Fahrzeuge für das Jahr 1932, 20 für 1933 und 19 für 1934 notiert, die offenbar an zivile Abnehmer geliefert wurden.

## Geschichte und Technik der Varianten

### Berliet GCMC
Im Mai 1928 erschien der Berliet GCMC. Er unterschied sich von seinem Vorgänger durch ein vorgezogenes Dach der Fahrerkabine, einen um 50 mm verlängerten Radstand und eine um 16 cm breitere Ladefläche. Das Leergewicht betrug jetzt 6420 kg. Er wurde in zwei Exemplaren an die französische Armee geliefert, die den Typ in Marokko testete. Der Vierzylindermotor des Typs MLBC hatte die auch sonst üblichen Zylindermaße (110 mm Bohrung, 140 mm Hub) und gab seine nicht genannte Höchstleistung bei 1325/min ab.

### Berliet GCM 20
Die Variante GCM20 erhielt die allgemeine Betriebserlaubnis durch den Inspecteur des Mines am 18. März 1929. Die Nutzlast dieser Variante betrug bis zu 10 Tonnen. Im Übrigen glich sie dem Berliet GCM.

### Berliet GCM 28
Der Berliet GCM28 erhielt seine allgemeine Betriebserlaubnis im Mai 1931. Er hatte einen Vierzylinder-Ottomotor mit 120 mm Bohrung und 160 mm Hub, der Hubraum maß also 7238 cm³, steuerlich war das Fahrzeug mit 28 CV eingestuft. Der Motor entwickelte seine (vom Hersteller nicht genannte) Höchstleistung bei 1500/min, die Nutzlast betrug bis zu 10.

### Berliet GCM 5
Der GCM5 war ein Prototyp aus dem Jahr 1931, aus dem die Varianten GCM6, GCM7 und GCM28 entwickelt wurden. Ferner wurde ein im Januar 1941 aus einem Berliet GBA zum Kipper umgebautes Einzelstück als „Berliet GCM5“ bezeichnet.

### Berliet GCM 6
Der ab Februar 1931 erhältliche Typ GCM6 bekannt, hatte einen der ersten Dieselmotoren von Berliet (Typ MDA) mit vier Zylindern, 110 mm Bohrung und 160 mm Hub (also 6082 cm³). Er gab die effektive Höchstleistung von 50 PS bei 1400/min ab und war steuerlich mit 23 CV eingestuft. Auch hier (und bei den folgenden Modellen) betrug die Nutzlast 10 Tonnen.

### Berliet GCM 7
Ab September 1931 gab es als neue Variante den GCM7. Er hatte die gleichen Zylindermaße wie der GCM 28, jedoch einen Dieselmotor. die steuerliche Einstufung betrug 19 CV. Der Motor entwickelte die Höchstleistung von 70 PS bei 1400/min. Im November 1935 wurde für eine Kipper-Variante unter der Bezeichnung GCM7L eine allgemeine Betriebserlaubnis erteilt. Es sind jedoch keinerlei Stückzahlen überliefert, sodass diese Variante offenbar nicht in Serie gefertigt wurde.

### Berliet GCM 10
Ab Februar 1933 wurde als stärkste Variante des Typs GCM der GCM10 angeboten: Der Dieselmotor dieses LKW hatte 6 Zylinder mit einer Bohrung von 120 und einem Hub von 160 mm, also 10.857 cm³ Hubraum. Steuerlich mit 29 CV eingestuft, leistete er seine Höchstleistung von 100 PS bei 1700/min. Das Gewicht des nackten Chassis betrug 5800 kg, das höchstzulässige Gesamtgewicht mit Aufbauten 18.000 kg.

### Berliet GCMG
Frankreich hatte -außer geringen Erdölvorkommen bei Merkweiler-Pechelbronn im nördlichen Elsass keinerlei Erdölquellen (die reichen Vorkommen in Algerien wurden erst nach 1945 erschlossen und ab 1958 ausgebeutet). Infolgedessen drängte die französische Armee auf die Entwicklung von Fahrzeugen mit alternativen Kraftstoffen, um in einem erneuten Krieg möglichst unabhängig von ausländischen Importen zu sein. Hier bot sich der Betrieb mit Holzgas-Generatoren an. Bei der Entwicklung dieses Antriebs war Frankreich in den 1920er und 1930er Jahren führend. Allerdings leisteten die solcherart angetriebenen Motoren rund 20 bis 30 Prozent weniger als gleichgroße benzingetriebene. Berliet schuf daher zunächst eine ab September 1927 erhältliche Variante mit Holzgasmotor, GCMG genannt (das letzte G stand für Gazogéne = Holzgas). Der GCMG hatte den eingangs beschriebenen 5,3-Liter-Vierzylinder-Motor, jedoch aufgrund des Holzgasantriebs eine etwa 20 bis 30 % geringere effektive Leistung und war mit 14 Steuer-CV eingestuft. Die Nutzlast wird mit 7 Tonnen, das Gewicht des Chassis mit 4,6 Tonnen angegeben.
Als weitere Variante gab es einen holzgasbetriebenen Panzertransporter, den Berliet GCMDG. Das Fahrzeug glich in seinen äußeren Abmessungen dem Berliet GCMC, hatte aber einen erheblich größeren Sechszylindermotor des Typs MLPCG, bei gleichen Zylindermaßen (110 × 140 mm) errechnete sich ein Hubraum von 7983 cm³. Der Radstand wuchs auf 5,14 m, das Leergewicht auf 7050 kg, die Nutzlast lag bei etwa 7–7,5 Tonnen. 1929 beschaffte die französische Armee 18 Stück.
Die letzte Holzgas-Variante, der Berliet GCMDG2, erhielt wieder einen holzgasbetriebenen Vierzylindermotor, jetzt des Typs MPAG mit 120 mm Bohrung und 160 mm Hub (Hubraum 7238 mm). Der Radstand betrug jetzt 5,09 m, die Ladefläche 4,00 × 2,10 m, das Leergewicht 7,4 und die Nutzlast 7,5 Tonnen. 1931 beschaffte die französische Armee zwei Stück.

### Originalquellen
Eine Publikation, in der alle vor 1945 gebauten Berliet-Typen individuell abgehandelt wären, gibt es nicht. Neben der unten erwähnten Literatur wurde auf folgende in der Fondation Berliet verwahrte Originalunterlagen zurückgegriffen:
- Fiches des Mines: Es handelt sich um die Unterlagen zur Erteilung einer allgemeinen Betriebserlaubnis, hierfür ist in Frankreich der Inspecteur des mines sachlich zuständig. Diese Unterlagen sind chronologisch geordnet und nummeriert. Nicht zu jedem Typ bzw. Variante gibt es entsprechende Unterlagen, teils, weil sie wohl als Untervarianten eines Typs verstanden wurden, für den eine gesonderte Erlaubnis nicht erforderlich war, teils wohl, weil diese Unterlagen im Laufe der letzten 100 Jahre verlorengegangen sind. Bei Militärtypen gibt es Hinweise, dass eine Betriebserlaubnis direkt durch militärische Dienststellen erfolgte, was entsprechende fiches des mines überflüssig machte. Die Quellenbezeichnung lautet: „Fiches No. ...“
- Etat des véhicules utilitaires et autobus declares aux mines depuis 1920, eine 15-seitige Zusammenstellung vom 1. Dezember 1941, enthält insbesondere die reservierten Chassisnummernbänder, die jedoch vielfach nicht vollständig ausgeschöpft wurden, einige Typen bzw. Varianten werden nicht erwähnt. Die Quellenbezeichnung lautet: „Etat S...“
- Nombre de véhicules construits de 1930 à 1942, siebenseitige Zusammenstellung der zwischen 1930 und 1942 gebauten Stückzahlen an Nutzfahrzeugen, erstellt wohl 1943, erste Seite teilweise irreparabel verderbt, teilweise werden mehrere Typen bzw. Varianten zusammengefasst. Die Quellenbezeichnung lautet: „Nombre S...“

### Sonstige Literatur
- Monique Chapelle: Berliet. 1. Auflage. EMCE, Saint-Chamond 2016, ISBN 978-2-35740-049-8 (zit. als „Chapelle, Berliet“).
- Marcotte: Le Salon de Poid Lourds. In: La Revue Industrielle. Paris Januar 1929, S. 3 (Volltext bei BnF-Gallica – Typenbeschreibungen und Fotografien von Berliet Lastkraftwagen).
- Bart H. Vanderveen: The Observer's Army Vehicles Directory to 1940. Hrsg.: Olyslager Organisation. F. Warne, London 1974, ISBN 0-7232-1540-5.
- François Vauvillier: Tous les Berliet militaires 1914–1940. Histoire et Collections, Paris 2019, ISBN 978-2-35250-496-2 (zit. als „Vauvillier, Berliet militaires,“).
- Fondation Berliet, Lyon: Fiches des Mines